# Kati San Esena
Kati San Esena (греч. Κατι Σαν Εσενα, Что-то, как ты) − пятый студийный альбом греческого певца Сарбеля, выпущен в июле 2008 года на лейбле Sony BMG Греция. Все песни, кроме «Desperado» исполнены на греческом языке. Весной был также выпущен сингл «Eho Threlatei».

## Об альбоме
Стиль Kati San Esena в целом повторил стиль двух предыдущих альбомов. Поп-стиль с уклоном в танцевальный. Также есть несколько баллад.

## Список композиций
1. «Ola dika sou» (Всё твоё) − 03:20
2. «Perno tin kardia mou» (Я взял моё сердце)− 03:28
3. «To kalokeri afto» (Этим летом) − 03:27
4. «Desperado» (Отчаянный) − 02:51
5. «Mono esena» (Только ты) − 03:42
6. «Kanto» (Сделай это) − 03:34
7. «Ginese erotas» (Ты стала любовью) − 04:00
8. «Eho trelathei» (Я был сумасшедшим) − 03:30
9. «Poso hronia (kati san esena)» (Сколько лет (что-то как ты)) − 04:12
10. «Ela konta mou» (Подойди поближе ко мне)− 02:41

## Позиции в чартах
- Sahara − #9 в Греции